# Crenobia alpina
Crenobia alpina és una espècie de triclàdide planàrid que habita l'aigua dolça d'Europa.
C. alpina es distingeix de la resta d'espècies de Crenobia per presentar una única faringe, la resta són polifaríngees.

## Descripció
Els espècimens sexualment madurs de C. alpina poden arribar a mesurar entre 7 i 15 mm de longitud i fins a 4 mm d'amplada. L'extrem anterior del cos és truncat i presenta dos tentacles projectats lateralment. Sobre el cap, situats en una posició força posterior, té dos ulls. El color de la superfície dorsal del cos és d'una coloració variable però acostuma a ser gris pissarra o negre, a vegades amb un tint marronós.